# シュヴァリエ 〜Le Chevalier D'Eon〜
『シュヴァリエ 〜Le Chevalier D'Eon〜』（シュヴァリエ ル・シュヴァリエ・デオン）は、冲方丁の原作を元にした、アニメ・漫画・小説で展開されている作品群である。

## 概要
実在の外交官であるシュヴァリエ・デオンを主人公に、綿密な時代考証に基づく18世紀ヨーロッパの国際情勢といった歴史的事実と錬金術など体系的なオカルトが交錯する虚実ない交ぜとなった世界観を持つ。
漫画は挿画を夢路キリコが担当して『月刊マガジンZ』で2005年3月号から2009年1月号まで連載された。小説は冲方と「文芸アシスタント」名義の連名で日経BP社から2006年に刊行された。なお、アニメ、漫画、小説はそれぞれ別のストーリーとなっている。

## アニメ版
WOWOWの開局15周年記念作品としてProduction I.G制作で2006年8月19日から2007年2月24日まで同局にて土曜19:00 - 19:30に放送した（全24回）。
前番組の『Ergo Proxy』と同様、5.1サラウンド音響で制作された。
海外ではアニマックスアジア各局で放送されている。

### 登場人物

#### 主要人物
デオン・ド・ボーモン
声 - 泰勇気（晩年：野島昭生）
本作の主人公。騎士道を重んじる青年。パリの治安を預かる捜査官の職にあったが姉リアを何者かに殺害され、その事件の真実究明に乗り出す。その旅においてデュラン、ロビン、テラゴリーと組み、「四銃士」と名乗る。
意識を失った時にリアの魂がその体を使ったのをきっかけに、リアの魂が現世に降りる器となる。リアが乗り移っている間は体と意識はリアに支配され、剣の腕が上がるだけでなく、声や仕草もリアに変わる。愛用のスモールソードはハンドガードやカップガードではなく、ツーハンドソードの鍔のような独特の形状の鍔を装着されている。これは姉リアの形見である十字架のブローチに退魔の効果が見られたため、それを鍛冶屋に頼んで溶接させたためである。これにより、ブローチの効果が剣にも及ぼされ、リアの霊が憑依すると、血の文字が刀身に浮かぶようになった。
優秀な外交官として実在した人物。美しい女装を武器として成功した外交や女装の騎士の伝説を残しており、後に異性装癖（服飾倒錯）を意味する心理学用語「エオニズム」の語源となった。
旅に出てからは、マリーからもらったドレスでたびたび女装し、リアを知る者と接触を図る。一連の騒動後はパリを出て、ブロリーの追手から逃れるため女装姿での逃亡生活で生涯を送ることになる。
リア・ド・ボーモン
声 - 水野理紗
デオンの姉。序盤で何者かに殺害される。殺害された後もその魂は彷徨い続け、デオンを魂の器として現世に再び現れる。剣の達人であり、同時に強力な詩人でもある。詩篇を無効化する力を行使できる。
実は王家の詩の内容を知っており、そのためにルイ15世に殺されていた。また王家の詩を開いた際にその内容を憂い、詩の中の重要な一部を抜き取って自らの体に刻んで隠していた。その正体はルイ14世の婚外子である王家の血族であり、マクシミリアンと兄弟の関係であることが最終話で明かされる。その際、ルイ15世から自身の嘱託殺人を委託されるが、それを却下したことだけが唯一の不忠となった。
デュラン
声 - 成田剣
リアを知る青年。軽薄に見えて切れ者。懐中時計と彼の体の一部には"nqm"が刻まれている。登場人物の中では珍しく、スモールソードの他にマンゴーシュを使用する（左手にマンゴーシュを持つ剣術は16世紀から17世紀に全盛であった）。
実在した外交官で、史実でも優秀な外交官であった。イギリスに渡り王家の詩を持ち帰る際に、秘密を知る仲間を殺す密命を受け苦悩する。
最後は体のnqmの刻印がH∴Oに変化しガーゴイル化。仲間を襲うが、デオンに刺殺される。
ロビン
声 - 松元惠
マリーに拾われた少年。武器は銃。未熟な面もあるが才覚は確かで、仲間たちからの信頼は厚い。
終盤、デュランやアンナらの命を奪った黒幕がルイ15世だと知り、復讐のためマクシミリアンと行動を共にする。
最後に王家の詩を手にしたのは彼である。その際、王家の詩は「革命の詩」に変貌した。その後、彼は「マクシミリアン・ロベスピエール」の名と思想を受け継ぎ、革命に身を投じる。
テラゴリー
声 - 佐藤晴男
ボーモン姉弟の剣の師匠。ルイ14世の時代からフランス宮廷に仕えている。一連の騒動においてデオンから協力を依頼され、旅に同行する。
しかし、その裏でルイ15世のなす騎士への不義に抗してオルレアン公に仕えており、彼のスパイとして動いていた。王家の詩奪還後、オルレアン公側に寝返り仲間を裏切った。
最後はデオンとの一騎討ちで勝負を挑んできたが、オルレアン公を射殺しようとしたロビンの銃弾を、主人から庇い死亡した。（デオンは「ロビンに王族殺しの罪を負わせないためだ」と告げている）。
史実でもデオンの剣の師匠で、当時のパリ最強の騎士であった。

#### 革命教団
マクシミリアン・ロベスピエール
声 - 櫻井孝宏
革命教団に属している強力な詩人。元はデュランとリアと同じくルイ15世に仕えていた機密局の一員だった。
リアに結婚を申し込んでいたが、王家にリアを殺されたことでその復讐に乗り出す。実は幼い頃に身分をルイ15世と入れ替えられており、彼こそが真に王家の血筋を引く者であり、本来は彼がルイ15世となるはずだった。
終盤は革命教団を裏切りルイ15世を殺害しようとしたが、ブロリーによって刺殺された。
史実ではルイ16世の年齢に近い世代である。物語上は、後にマクシミリアン･ロベスピエールの名をロビンに受け継がせることで実際の歴史とリンクを取ろうとしている。
サン・ジェルマン
声 - 松本保典
錬金術師。カロンの上司でフランスにおける革命教団の指導者。多くの人物に取り入っており、特にポンパドール夫人の重要なパトロンとして暗躍する。
終盤、マリーを殺害しようとしたが返り討ちに遭い、マクシミリアンとロレンツィアによって止めを刺された。しかし、王家の詩の力でガーゴイルとして復活させられ、王城で交戦するデオン∴リアたちのもとへ呼び寄せられるも、デオンらによって倒される。
カロン
声 - 梅津秀行
サン・ジェルマンに仕える詩人。サン・ジェルマンから詩篇を与えられることで怪力やガーゴイルを操る力を発揮するが、デオン∴リアに敗北し、自決する。その折に、ベルサイユに集う貴族への批判をデオンへ投げかけた。
カリオストロ
声 - 小伏伸之
様々な身分を騙る詐欺師。詩に対する知識はある。
酒好きで特にウォッカが気に入っている。最終的にロビンと共にフランス革命に身を投じる。
ロレンツィア
声 - 名塚佳織
カリオストロと共に行動をしている女性。基本的に口数が少なく、無表情。強力な詩人である。史実ではカリオストロの妻で、時折娼婦に身をやつしていたため、本作でも艶な描写が多く観られる。
カリオストロと共にフランス革命に身を投じることとなる。
ボロンゾフ
声 - 園部啓一
ロシア貴族。毛皮商人としてフランス宮廷に出入りしていた。かつてはエリザヴェータの騎士としてロシアの改革に邁進していたが、改革のために貴族の地位を捨てるように言われ拒絶し、革命教団に身を投じた。
フランシス・ダッシュウッド
声 - 土師孝也
革命教団の首魁。「地獄の火クラブ」という秘密結社を主宰していた人物。
王家の詩の力を利用して革命を起こそうとしていたが、「王権」を否定しきれなかったため、マクシミリアンによって排除される。

#### フランス
ルイ15世
声 - 稲田徹
フランス国王。国民からは「最愛王」と呼ばれる。
ルイ15世直属の情報機関「王の機密局（Secret du Roi）」も実在していた。
実はブルボン家の人間でもフランス人ですらもなく、王家の詩の予言を守るために幼い頃に身分をマクシミリアンと入れ替えられていた。
そのため、自らの出自に気付いたものや、その事実に辿りつく可能性があるものを殺害したり、粛清するよう命じた。
王家の詩を取り戻した後、その呪縛を憂い、詩を破いて火に投げるがその直後から体が腐ってゆく。物語中では明確に死亡していない。
なお、演じる稲田は前々番組だった『強殖装甲ガイバー』のアプトム役を演じている。
マリー
声 - 甲斐田ゆき
ルイ15世の正妻。常に涼しく神秘的な雰囲気があり、デオンやロビン、アンナから慕われている。
強力な詩の使い手であり、サン・ジェルマン伯爵も彼女にかなわない。王家の詩の内容を知ってしまったため、口封じのためにルイ15世に毒殺されたが、最期までルイ15世への愛を貫いた。
ポンパドール夫人
声 - 柳沢真由美
ルイ15世の公妾であり、爵位は侯爵夫人。フランスの政治を取り仕切っている野心家。過去、フランス宮廷に昇るために邪魔な存在だった自分の娘・ベルを殺害した。
終盤、マリーにベルの殺害を指摘され狼狽し、最期はマクシミリアンによって殺害された。
オルレアン公
声 - 千々和竜策
ルイ14世の弟。EDの生没年はルイとルイ・フィリップ1世の親子のものを基にしている。
革命教団と手を組み、自らが王となるため暗躍するが、終盤で企みが露見し失脚する。
ベル
声 - 福圓美里
髑髏である謎の少女。マリーに、いつも本当の母親のことを尋ねている。
実はポンパドール夫人の娘アレクサンドリーナ（の頭蓋骨）で、栄達のために彼女の手によって殺害された。終盤で実母と再会し、冥福を得て髑髏からNQMの文字が消えた。
オーギュスト
声 - 鈴木真仁
マリーとルイ15世の孫。寂しがりやでアンナに懐いている。
最終回にて即位し、ルイ16世となる。
アンナ
声 - 喜多村英梨
デオンの許婚にしてオーギュストの侍女。彼の事を常に気にかけている。
マリーが殺害されるところを目撃してしまい、口封じのためにルイ15世に刺殺された。
ブロリー
声 - 石住昭彦
機密局員の最高責任者でルイ15世の忠臣。「御意」が口癖。王家の詩の予言を守るために暗躍する。
マクシミリアンを殺害しようとした際に彼の詩によって失明したが、その後もデオンとロビンを追い続けた。
実在した人物であるが、モデルとしては当時のフランス軍のド・ブロイ元帥フランソワ＝マリーだと考えられる。
プラスラン
声 - 仲野元
外務大臣でポンパドール夫人の取り巻き。ポンパドール夫人と共にフランスの政治を取り仕切る。
ゲルシィ
声 - 石原凡
イギリス大使。元機密局員でデュランの友人。かつてはフランスに忠誠を誓っていたが、スコットランド人との混血であったことから、その忠誠心は薄れ、現在は金銭にしか興味がない。イギリスにおいてデオンたちに協力するが、自分の身が危険になると即座に裏切った。
ベルニス
声 - 浜田賢二
パリの秘密警察官。デオンの同僚。デオンらと共にパリの女性行方不明事件を捜査していたが、革命教団の手によってガーゴイル化されてしまい、デオン∴リアによって倒された。

#### ロシア
エリザヴェータ
声 - 田中敦子
ロシアの女帝。リアとは面識があり、国の方針等は彼女の提案である。デオンらの協力の下、ベストゥージェフを失脚させ改革を促進しようとした矢先、マクシミリアンによって殺された。
エカテリーナ
声 - 高口幸子
ピョートルの妻だが、常に夫の暴力に苛まれている。エリザベータの意志を継ぎ宮廷クーデターを起こし、ロシアの女帝となる。
ピョートル
声 - 飯田征利
エリザヴェータの甥。ロシアの玉座に就こうと、革命教団が提案した策略に踊らされる。エリザヴェータの死後、念願の皇帝に即位したが、妻エカテリーナの起こした宮廷クーデターによって帝位を追われ処刑された。
ベストゥージェフ
声 - 西松和彦
ロシアの大宰相。守旧派の大物で革命教団と通じエリザヴェータ暗殺を図るも、デオンらによって阻まれ失敗・逮捕された。ピョートルの即位によって大宰相に復帰したものの、エカテリーナの宮廷クーデターによって再び失脚。マクシミリアンに用済みと見なされガーゴイル化され、デュランに倒された。

#### イギリス
メアリー・シャロット
声 - 涼風真世
イギリス国王ジョージ3世の正妻。リアと親交があった女性。明るい性格の持ち主。
実は劇中で登場したメアリーは彼女に扮した妹。本物のメアリーは既に病気で死んでおり、デオンと同様に妹がメアリーの魂をその体で受け止め、姉に扮していた。
ジョージ3世
声 - 川原慶久
イギリス国王でメアリーの夫。王権復活を目指し革命教団に協力する。ダッシュウッドの死後、革命教団との関係を指摘され退位した。
サンドウィッチ伯爵
声 - 梅津秀行
海軍大臣。「地獄の火クラブ」のメンバー。
革命教団と通じており、デオンたちを捕らえようとする。ダッシュウッドの死後、デオンたちへの報復と失態の挽回を図るが、ジョージ3世に見放され失脚した。
ロバート・ウッド
声 - 鶴岡聡
外交補佐官。フランスとの外交における機密書類を常に持ち歩いている。その書類の中に詩篇が含まれていることから、デオンたちに狙われる。

### 用語
詩（PSALMS）
旧約聖書の詩篇の文章を指す。
詩人
この物語において、魔術師や陰陽師に相当する存在。特定の詩を呪文のように詠唱することで様々な効果を具現化する。サン・ジェルマン伯爵が詩人であることから、この物語では錬金術師の側面が魔術師と考えられる。
H∴O
「HOMME∴OPTARE」＝「人ゆえに願い」⇒「人の願い」の意。詩人が詩を詠唱することで人に授けることのできるバックドア的な呪いで、この呪いがかかると皮膚に「H∴O」の刻印が浮かぶ。アナグラムにより「METAMORPHOSE（変身）」と読めることより、詩人はこの刻印が刻まれている者をガーゴイルへ変身させたり、操ることが出来る。
ガーゴイル
詩人達にH∴Oの刻印を刻まれて怪物化した人や動物達の総称。理性を失い、強力な腕力を持ち、特定のターゲットを攻撃する。
錬金術によって、体液が水銀に入れ替えられている（そのため刺されると傷口から水銀がこぼれる）。
NQM
ヘブライ語。「ナーカーム」と発音。「新しい秩序をもたらすための報復」を意味する語。機密局員であることを示す記号としてロザリオ等に刻まれる。
王家の詩
書物の姿をしており、選ばれた者しか開くことができず、手に持つことさえできない。
王家の秘密や繁栄のための予言が書かれている王家に伝わる未来の預言書。ルイ15世が真の王でないこともこれから知ることができるため、秘密を守るための悲劇が起きることになる。最終的には表紙にnqmの文字が浮かび上がり「革命の詩」へと変わる。その後、ロビンたちによってフランス人権宣言に基づく思想を生み出すこととなる。
革命教団
多数の詩人たちを抱える秘密結社。欧州各国の中枢に息のかかった人物が存在し、広大なネットワークを持つ。

### スタッフ
- 原作 - 冲方丁 / Production I.G
- 監督 - 古橋一浩
- シリーズ構成 - 冲方丁
- チーフライター - むとうやすゆき
- キャラクターデザイン - 尾崎智美
- プロップデザイン - toi8
- 色彩設定 - 広瀬いづみ
- 美術監督 - 大野広司
- 3D監督 - 遠藤誠
- 特殊効果 - 村上正博
- 撮影監督 - 谷内潤
- 音響監督 - 郷田ほづみ
- 音楽 - 大島ミチル
- プロデューサー - 飯塚寿雄、瀬戸麻理子、片桐大輔、森下勝司
- 制作 - Production I.G
- 製作 - 「シュヴァリエ」製作委員会（松竹、WOWOW、Production I.G）

### 主題歌
オープニングテーマ
「BORN」（BMG JAPAN）
作詞 - 村野直球 / 作曲 - オオヤギヒロオ /  編曲 - 鈴木Daichi秀行 / 歌 - 奥田美和子

エンディングテーマ
「OVER NIGHT」（BMG JAPAN）
作詞 - AYA / 作曲 - AYA、DAIKI KASHO / 歌 - 亜矢

### 各話リスト
| 話数         | サブタイトル         | 脚本           | 絵コンテ          | 演出              | 作画監督                   |
| フランス編   | フランス編           | フランス編     | フランス編        | フランス編        | フランス編                 |
| ------------ | -------------------- | -------------- | ----------------- | ----------------- | -------------------------- |
| 1            | デオン∴リア          | 冲方丁         | 古橋一浩          | 古橋一浩          | 千葉崇洋                   |
| 2            | 四銃士               | むとうやすゆき | 古橋一浩          | 山本秀世          | 浅野恭司                   |
| 3            | 悲憤の剣             | 松澤健志       | 初見浩一          | 初見浩一          | 窪田康高                   |
| 4            | 革命の信徒           | 菅正太郎       | 望月三郎          | 嵯峨敏            | 塚本知代美                 |
| 5            | パレ・ロワイヤル     | むとうやすゆき | 伊藤秀樹          | 伊藤秀樹          | 浜津武広                   |
| 6            | 王の騎士             | むとうやすゆき | 福田道生          | 神戸洋行          | 柴山智隆                   |
| ロシア編     |                      |                |                   |                   |                            |
| 7            | ガーゴイル           | じんのひろあき | 川崎逸朗          | 川崎逸朗          | 井川麗奈 小松田大全 下村一 |
| 8            | 女帝謁見             | じんのひろあき | 山本秀世          | 山本秀世          | 浅野恭司                   |
| 9            | 愛人たち             | 菅正太郎       | 福田道生          | 小林孝志          | 安藤幹彦 横田晋一          |
| 10           | 王家の詩             | むとうやすゆき | 伊藤秀樹          | 伊藤秀樹          | 浜津武広                   |
| 11           | 聖都の雨             | 松澤健志       | 初見浩一          | 初見浩一          | 窪田康高                   |
| 12           | 祖国に眠れ           | むとうやすゆき | 神戸洋行          | 神戸洋行          | 柴山智隆 矢向宏志 神戸洋行 |
| イギリス編   |                      |                |                   |                   |                            |
| 13           | 兆し                 | 松澤健志       | 小松田大全        | 小松田大全        | 桑名郁朗 小松田大全        |
| 14           | ロバート・ウッドの鞄 | 菅正太郎       | 福田道生          | 寺沢伸介          | 寺沢伸介 千葉崇洋          |
| 15           | 最後の密命           | むとうやすゆき | 伊藤秀樹 古橋一浩 | 伊藤秀樹          | 浜津武広 横田晋一          |
| 16           | 魂の行方             | むとうやすゆき | 山本秀世          | 山本秀世          | 井川麗奈                   |
| 17           | メドメナムの地       | むとうやすゆき | 川崎逸朗          | 川崎逸朗          | 小谷杏子                   |
| 18           | 新世界               | 菅正太郎       | 塩谷直義          | 塩谷直義          | 浅野恭司                   |
| 19           | 紅に染むるまで       | むとうやすゆき | 古橋一浩          | 鏑木ひろ 古橋一浩 | 千葉崇洋 下村一 千葉崇明   |
| 20           | 殉ずるものと         | むとうやすゆき | 伊藤秀樹 古橋一浩 | 伊藤秀樹          | 横田晋一 浜津武広          |
| フランス編II |                      |                |                   |                   |                            |
| 21           | 名誉の代償           | 菅正太郎       | 加藤敏幸          | 浅野勝也          | 柴山智隆 山田裕子          |
| 22           | NQM                  | むとうやすゆき | 山本秀世          | 初見浩一          | 窪田康高                   |
| 23           | 最愛なる――ゆえに     | 冲方丁         | 古橋一浩          | 川崎逸朗          | 井川麗奈                   |
| 24           | 言葉ありき           | 冲方丁         | 古橋一浩          | 鏑木ひろ 古橋一浩 | 千葉崇洋                   |

## ファン感謝イベント
2006年10月28日に東京国際フォーラムで開催されたファン感謝イベント『シュヴァリエ 〜Le Chevalier D'Eon〜 Hallowe'en Party』が開催された。WOWOWで放送された第1話の先行上映を公開。出演者には、デオン役の泰勇気、リア役の水野理紗、デュラン役の成田剣、ロビン役の松元惠、テラゴリー役の佐藤晴男、アンナ役の喜多村英梨、マクシミリアン役の櫻井孝宏、そして原作者の冲方丁が出席した。なお、当初出演予定だったベル役の福圓美里は、スケジュールの調整で出演を辞退し、代役として涼風真世が出演している。

## 小説・漫画版
2005年から連載が開始。設定・キャラクターの性格から、アニメ版とは大きく異なる。以下の説明については、漫画版の設定を紹介する。

### 登場人物

#### 主要人物
デオン・ド・ボーモン
パリ市警に勤めながら王の機密局員として詩人を追う主人公。普段はとぼけているが実際は切れ者。剣術に長けている反面、射撃の腕が凶悪なまでに無いためロビンから「射撃の腕が人並みなら竜騎兵になれたのに」と言われている（作中では200発の銃弾を使っても、的にかすらない）。普段のとぼけからサルバドールに罰則が与えられるが、全てこなしている。機密局のコードネームは「山羊」。マスペロとの戦いを経て、詩人になる事を決意した。アニメ版ではロングヘアだが、漫画版はショートヘア。
リア・ド・ボーモン
詩人を狩る女騎士。デオンの実姉。弟デオンの肉体を借り、姉のリアの霊が降霊した姿。何者かに殺されたが記憶が無い。肩書きは「機密局の暗号解析官」、「宮廷の朗読係」、「秘密外交官」であり、詩の才女であった。デオンを魂の器とし「スフィンクス」を名乗って詩人に復讐する。影法師曰く「サラマンドラの花嫁」。最初は第4の位階であったが、戦いを経て位階が上がっている。
ロビン
主人に容赦なく、敬意溢れる侮辱を浴びせるデオンの従士。コマドリを意味するコードネームの少年。本名は「フランソワ・ドゥ・ロベスピエール」だが本人は嫌がる。武器は銃で、リアをサポートする。有能だが、非常に毒舌な所があるデオンの従士にしてリアの理解者。アニメ版ではマクシミリアン・ロベスピエールの名を受け継いだとなっているが、本作では彼の本名がマクシミリアン・ロベスピエールとなっている。
ソフィア
ルイ15世の愛娘。体に詩人の詩を顕現する。何者かに言葉を奪われ、"PALMS"しか言えなくなったので、ブロックを使って言いたい事を伝えている)。デオンによく懐いている。ルイは｢仔鹿｣と称している。
ダグラス・マッケンジー
ロシアから帰ってきた機密局員。機密局員きっての豪腕。詩才はないが法王に祝福された馬上槍を使い詩人達と戦う。ロシアと結託したイギリス・オーストリア大使らにシベリア送りにされそうになったが、平気な顔で帰ってきた強固な人物。スコットランド出身。
ジャン・ル・ロン・ダランベール
史実では百科全書の編集者であるが、こちらでは機密局の解析官。異名は「ノストラダムス3世」である。本人曰く「科学こそ新しい信仰」。ヘビメタのような容姿が特徴。石化したガーゴイルから作った「終止符の弾丸」の製作者。
ポンパドール夫人
ルイの王妾。ソフィアの母。人間離れした処理能力を持つ。フランス政治に大きな影響力を持っている。彼女の先の娘は謎の死を遂げており、その為か、ソフィアの事を大切にしている。リアを見かけるも、ロビンの弁舌により本人ではないと思っているが、疑念は晴れていない。ルイは「牝鹿」と称している。
ルイ15世
この時代のフランスを総べる最愛王。機密局を保有し、デオンに詩人を追わせている。性格は非常に気まぐれで、デオンを悩ます。若々しい容姿で長髪である。コードネームは「白馬」である。因みに「まぐさ」は情報を意味する。デオンには、龍騎兵にする約束をしているらしい。
ネル
リアの師であり友であった。詩人としては優秀で、死後も現世に留まった「導きの獣」として、リアの力になる。現在は猫の姿である。チェスが出来る聡明さを持つ。本名はエレネアーレ・ド・ボーモン。
サン・ジェルマン
謎の錬金術師。だが、ポンパドール夫人誘拐疑惑で逮捕された。1000年以上生きているらしい。必要な食料は水と霊薬との事。胡散臭いと言う事で、ダグラスからは信用されていない。紳士だが、つかみ所がなく何を考えているのか分からない一面も。

#### ガーゴイル・詩人
ヴォーモッホ・トラン
パリ大学出身の哲学者。最初はリアに腕を切断され逃走するが、後に止めを刺された。第1話。
クロード
医学生。温厚な顔して、残忍な青年。第2話。
ポール
詩人（ガーゴイル化）になりたくてなった訳でない不憫な青年（理由はPALMSの文字が浮かんだパンを食べてしまった為）。叔父が営むパン屋で働いていた。基本的に優しい性格である。セシルの兄が他界しているにも拘らず兄に代わって手紙を執筆し、死ぬ間際に彼女に事実を告げた。第3 - 5話。
影法師
詩人が現れる所に影のごとく付き添う謎の存在。第4話から登場。
アルマン
オペラの指揮者。第3の位階「実践者（ホド）」のガーゴイル。リアが霊体である事に気づいた最初のガーゴイル。第8 - 13話。
エマ＆アンジェ
ポンパドール夫人を攫った双子の姉妹。アンジェはエマを庇って死亡。エマはリアとの戦いで敗北した後、影法師によって連れて行かれた。6巻でサンジェルマンにより新たな力を与えられ再登場。アンジェの魂の入った鴉の姿をした導きの獣を持っている。
マスペロ
元瀉血医。第6の位階「略奪者（ゲブラー）」の詩人。鼠（彼の導きの獣）を使ってデオンたちを窮地に陥れたが、返り討ちに遭う。語尾に「チュー」と付ける癖がある。第23 - 28話。

#### その他
サルバドール
パリ市警局長。石頭で、デオンの事を叱り飛ばし罰を与えている。
アン
クロードに殺された女性。浸礼派である。
セシル
本名はグラン・グレイユール。父親が宮廷の錬金術師であった。兄は2年前に他界。字が書ける様になったポールに対して、読めない振りをして兄の手紙を差し出して試した。

### キーワード
勝利の塔
「人の願い（オム・オプタレ：HOMMES∴OPTARE）」元、詩人が頂点のPALMSを目指す。
位階の名前は、第1の位階「熱心者（マルクト）」，第2の位階「理論者（イエソド）」，第3の位階「実践者（ホド）」，第4の位階「神智者（ネツアク）」，第5の位階「練成者（テイファレット）」，第6の位階「略奪者（ゲブラー）」，第7の位階「免債者（ケセド）」。
しかしこれらは、神秘思想のカバラにおける生命の樹と対応している。
オム・オプタレの綴りを並び替えると、「変身（メタモルフォーゼ：∴METAMORPHOSE）」となる。
PALMS
意味は「詩」。第2巻にてアルマンは発音されない"S"の意味を説いた。
導きの獣（ア・バオ・ア・クゥー）
高位の詩人1人に1匹ずつ憑いている。
リアにはネルという猫がついている。